# Артиллерийские катера типа «Лань»
Артиллерийские и патрульные (предполагалось, что будут ракетные, из 7 построенных — 4 артиллерийские и 3 патрульные) катера типа «Лань» — перспективный тип быстроходных катеров Военно-морских сил Украины, разработанный казённым предприятием «Исследовательско-проектный центр кораблестроения» (КП «ИПЦК») в городе Николаеве.

## Описание проекта
Многоцелевая быстроходная мореходная платформа, предназначена для создания патрульных, артиллерийских и ракетных катеров, способных действовать в дальней морской зоне.
Для ВМС Украины предполагается вариант с комплексами управляемого ракетного вооружения с противокорабельными ракетами и дальнего загоризонтного целеуказания для УРО. Также катер может быть будет оснащён артиллерийскими установками 57-76 мм и 30-35 мм. Защиту корабля от воздушных целей может быть будет обеспечивать зенитный комплекс малой дальности. Планируется, что быстроходный ракетный катер «Лань» сможет отчасти заменить в ВМС Украины катера проектов 1241 и 206МР.

## Представители проекта
Проект «Лань» стал основой вьетнамского артиллерийского катера проекта ТТ400ТР (головной катер — построенный во Вьетнаме в 2012 году HQ-272, второй в серии — HQ-273). Водоизмещение 420 тонн, оснащены одним АК-176, одним АК-630, 16 ракетами переносного зенитно-ракетного комплекса(ПЗРК) «Игла», двумя крупнокалиберными пулемётами Владимирова и корабельной РЛС управления огнём «Багира».
Также сообщается, что перед постройкой катера HQ-272 для ВМС Вьетнама, на вьетнамском предприятии Hong Ha в Хайфоне построены три патрульных катера по тому же проекту, но с ослабленным вооружением (по две 25-мм спаренные артиллерийские установки 2М-3М) для береговой охраны Вьетнама (морской полиции). Проект реализован во Вьетнаме при посредничестве «Укринмаша».
Вьетнамские катера также с радиолокационной системой «Каскад» с РЛС «Дельта-М».

## Перспективы проекта
По заявлению командующего ВМС Украины, вице-адмирала Сергея Гайдука, к 2020 году в ВМСУ должно войти три ракетных катера проекта «Лань».